# Ganderbal (district)
Ganderbal is een district van het Indiase unieterritorium Jammu en Kasjmir. In 2011 had dit district 297.003 inwoners.
De hoofdplaats van het district heet eveneens Ganderbal. In het uiterste oosten grenst het district aan het unieterritorium Ladakh.

## Galerij

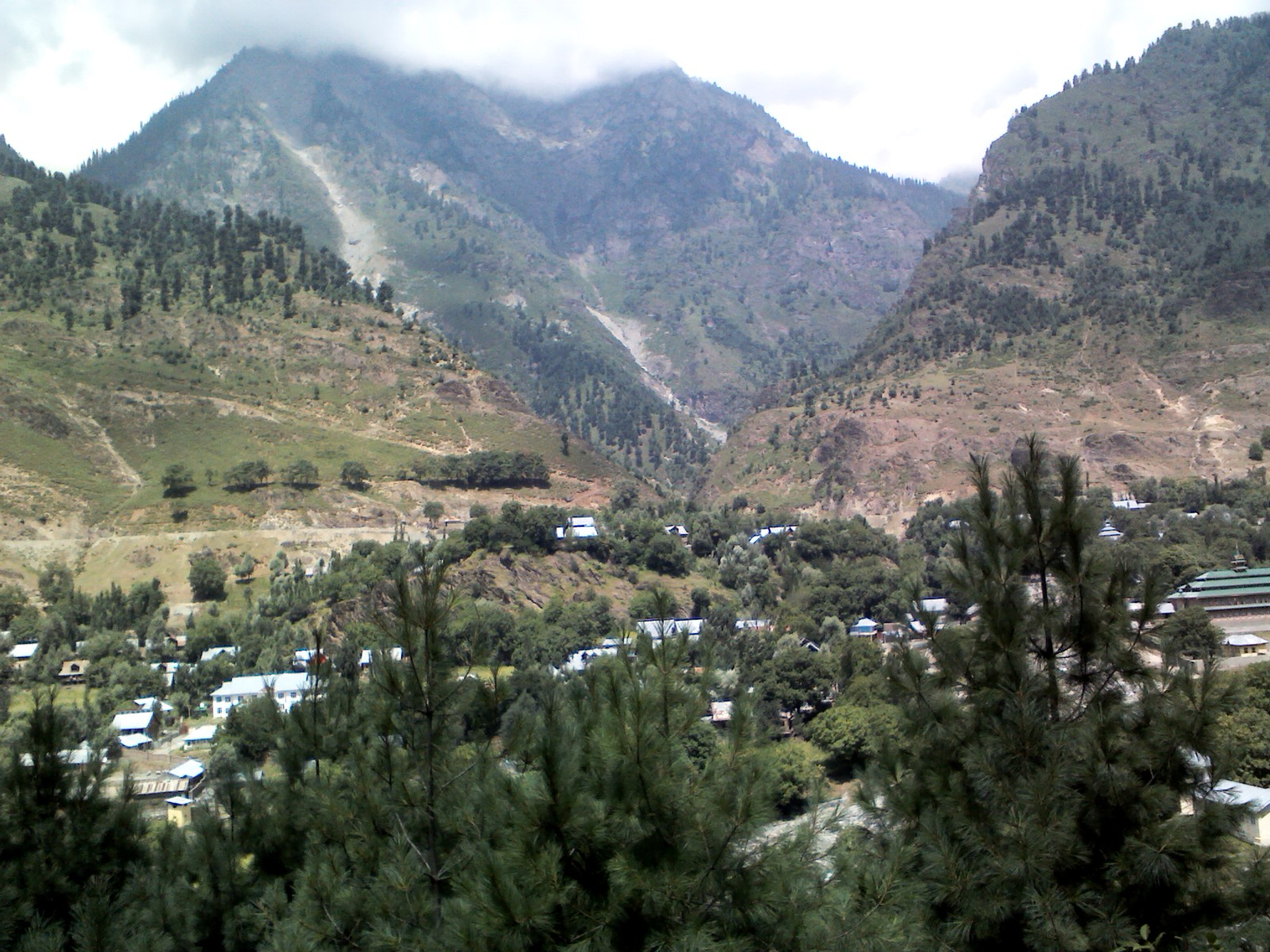
Zicht op het plaatsje Gund
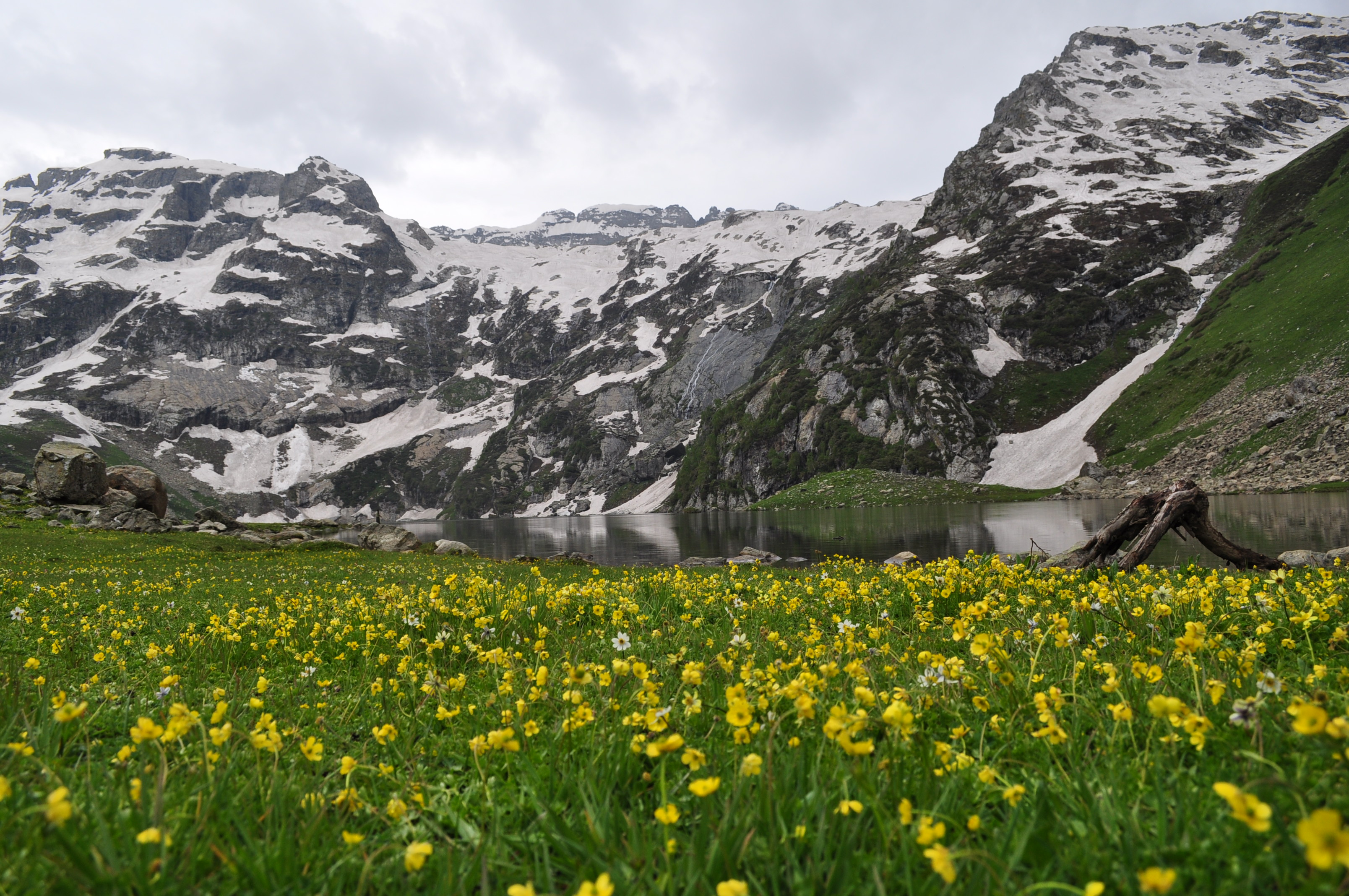
De berg Harmukh

Divisie Jammu:
Doda · Jammu · Kathua · Kishtwar · Poonch · Rajouri · Ramban · Reasi · Samba · Udhampur
Divisie Kasjmir:
Anantnag · Badgam · Bandipora · Baramulla · Ganderbal · Kulgam · Kupwara · Pulwama · Shopian · Srinagar